# オサム・ジェームス・中川
オサム・ジェームス・中川（Osamu James Nakagawa、1962年 - ）は、日系アメリカ人の写真家。
中川はグッゲンハイム・フェローシップを受賞し、相模原市などから表彰されている。メトロポリタン美術館、東京都写真美術館、ヒューストン美術館、佐喜真美術館などで国際的な展覧会を開催。中川の作品は、現代写真美術館やジョージ・イーストマン美術館など、これらの美術館やその他の美術館のパブリックコレクションに属している。中川はインディアナ大学の写真学科の教授で、インディアナ州ブルーミントンに住み、活動している。

## 経歴
1962年、ニューヨーク市にて日本生まれの両親、父親の中川武と母親の陽子の間で誕生。父親の仕事でテキサス州ヒューストンに引っ越す15歳まで東京で育つ。高校卒業後、両親は日本に帰国したが、中川はヒューストンに残り、1986年にセント・トーマス大学でスタジオアートの学士号を取得した。中川は商業写真と編集写真のアシスタントとして2年間東京で働き、その後ヒューストン大学(MFA、1993年)で写真を学ぶためにアメリカに戻った。1998年、妻・知子と娘と共にインディアナ州に移住後、インディアナ大学芸術学部建築+デザイン学科に入学、写真学科のルース・N・ホールズ特別教授兼総合写真研究センター所長を務める。